# Luigi Giglio
Aloysius Lilius původním jménem Luigi Lilio nebo Luigi Giglio (1510? Cirò – 1576 Řím) byl italský matematik, astronom, lékař, chronolog a filozof. Známý je především jako původní autor návrhu gregoriánské reformy kalendáře, která byla vyhlášena papežem Řehořem XIII. bulou Inter gravissimas roku 1582.
Byl po něm pojmenován kráter Lilius na Měsíci a asteroid 2346 Lilio.
Liliův den je počet dní od přijetí gregoriánského kalendáře 15. října 1582.